# Лебеда (річка)
Лебеда, Лебідка — річка в Білорусі, у Щучинському й Лідському районах Гродненської області. Права притока Німану (басейн Балтійського моря).

## Опис
Довжина річки 67 км, похил річки — 0,7 м/км, середньорічні витрати води в гирлі — 5 м³/с. Площа басейну водозбору 791 км².

## Розташування
Бере початок у селі Колечинці (Щучинський район). Спочатку тече на північний схід і біля Ладиги повертає на південний схід, а потім на південь. Пойма низька, частково заболочена, ширина 500—700 м. На деяких ділянках каналізована. На північно-східній стороні від Орля Лебеда впадає в річку Німань.
Притоки: Шкордянка, Лебідка, Вовюрка, Голдавлянка (ліві); Костенівка, Жолудьчанка (праві).
Населені пункти вздовж берегової смуги: Василишки, Русанівці, Зброжки, Мурованка, Ошмянці, Ровби, Ходоровці, Огородники.